# Marigny-Chemereau
Marigny-Chemereau är en kommun i departementet Vienne i regionen Nouvelle-Aquitaine i västra Frankrike. Kommunen ligger i kantonen Vivonne som tillhör arrondissementet Poitiers. År 2022 hade Marigny-Chemereau 603 invånare.

## Befolkningsutveckling
Antalet invånare i kommunen Marigny-Chemereau
| Referens: INSEE |